# José Sagredo
José Manuel Sagredo Chávez, noto semplicemente come José Sagredo (Santa Cruz de la Sierra, 10 marzo 1994), è un calciatore boliviano, difensore del Bolívar e della nazionale boliviana.

## Caratteristiche tecniche
È un terzino sinistro.

## Carriera

### Club
Ha collezionato oltre 100 presenze nella massima divisione boliviana, la maggior parte delle quali con la maglia del Blooming.

### Nazionale
Il 23 marzo 2017 ha debuttato con la nazionale boliviana giocando l'incontro di qualificazione per il Mondiale 2018 persa 1-0 contro la Colombia.

## Palmarès

### Club

#### Competizioni nazionali
- Campionato boliviano: 1

Bolivar: 2024